# Erik Kullström
Erik Emil (Mille) Kullström, född 5 november 1904 i Norrköping, död 1 januari 1975 i Stockholm, var en svensk målare.
Kullström studerade konst för Emile Zoir och Isaac Grünewald. Hans konst består av porträtt, soliga landskap och figurer utförda i olja.